# Красногвардійський район (Ставропольський край)
Красногвардійський район (рос. Красногвардейский район) — адміністративна одиниця Ставропольського краю Російської Федерації.
Адміністративний центр — село Красногвардійське.

## Адміністративний поділ
До складу району входять 11 сільських поселень:
1. Село Дмитрієвське
2. Комунаровська сільрада — селище Комунар
3. Село Красногвардійське
4. Село Ладовська Балка
5. Медвеженська сільрада — селище Медвеженський
6. Село Новомихайловське
7. Село Покровське
8. Село Преградне
9. Привольненська сільрада — село Привольне, хутір Богомолов
10. Родиківська сільрада — село Родикі
11. Штурмовська сільрада — селище Штурм